# Campeonato Uruguayo de Primera División "B" 1955
El Campeonato Uruguayo de Segunda División 1955 fue la 14.ª edición del torneo de segunda categoría profesional del fútbol de Uruguay.

## Relevos temporada anterior
| Club    | Descendido como           |
| ------- | ------------------------- |
| Miramar | 10° Primera División 1954 |

| Club  | Ascendido como                     |
| ----- | ---------------------------------- |
| Colón | Campeón Divisional Intermedia 1954 |

| Club        | Ascendido como                |
| ----------- | ----------------------------- |
| Sud América | Campeón Segunda División 1954 |

| Club    | Descendido como                     |
| ------- | ----------------------------------- |
| Cerrito | Peor Promedio Segunda División 1954 |

## Posiciones
| Puesto | Equipo      | Pts. | PJ | PG | PE | PP | GF | GC | Dif. |
| ------ | ----------- | ---- | -- | -- | -- | -- | -- | -- | ---- |
| 1º     | Racing      | 30   | 21 | 13 | 4  | 4  | 54 | 36 | 18   |
| 2º     | Fénix       | 23   | 21 | 9  | 5  | 7  | 46 | 36 | 10   |
| 3º     | Central     | 23   | 21 | 10 | 3  | 8  | 46 | 48 | -2   |
| 4º     | Bella Vista | 21   | 21 | 8  | 5  | 8  | 32 | 38 | -6   |
| 5º     | Colón       | 19   | 21 | 6  | 7  | 8  | 34 | 35 | -1   |
| 6º     | Miramar     | 19   | 21 | 7  | 5  | 9  | 39 | 44 | -5   |
| 7º     | Canillitas  | 17   | 21 | 5  | 7  | 9  | 39 | 47 | -8   |
| 8º     | Progreso    | 16   | 21 | 7  | 2  | 12 | 45 | 51 | -6   |

### Resultados
| Colón      | 1 – 1 | Miramar     |
| Racing     | 4 – 2 | Central     |
| Canillitas | 3 – 2 | Progreso    |
| Fénix      | 0 – 0 | Bella Vista |

| Fénix    | 3 – 2 | Canillitas  |
| Progreso | 3 – 2 | Racing      |
| Miramar  | 2 – 1 | Central     |
| Colón    | 2 – 0 | Bella Vista |

| Bella Vista | 4 – 1 | Miramar    |
| Central     | 5 – 1 | Progreso   |
| Fénix       | 2 – 2 | Colón      |
| Racing      | 5 – 4 | Canillitas |

| Bella Vista | 1 – 1 | Racing     |
| Fénix       | 4 – 1 | Miramar    |
| Central     | 4 – 2 | Canillitas |
| Progreso    | 2 – 1 | Canillitas |

| Central    | 1 – 1 | Bella Vista |
| Canillitas | 2 – 2 | Colón       |
| Racing     | 4 – 4 | Miramar     |
| Fénix      | 3 – 2 | Progreso    |

| Miramar    | 2 – 0 | Progreso    |
| Central    | 0 – 2 | Colón       |
| Canillitas | 0 – 1 | Bella Vista |
| Racing     | 2 – 1 | Fénix       |

| Fénix       | 5 – 2 | Central    |
| Bella Vista | 1 – 0 | Progreso   |
| Racing      | 2 – 0 | Colón      |
| Miramar     | 1 – 1 | Canillitas |

| Colón      | 0 – 1 | Miramar     |
| Racing     | 4 – 2 | Central     |
| Canillitas | 1 – 5 | Progreso    |
| Fénix      | 4 – 2 | Bella Vista |

| Fénix    | 0 – 0 | Canillitas  |
| Progreso | 2 – 2 | Racing      |
| Miramar  | 0 – 1 | Central     |
| Colón    | 1 – 1 | Bella Vista |

| Bella Vista | 2 – 0 | Miramar    |
| Central     | 2 – 1 | Progreso   |
| Fénix       | 1 – 1 | Colón      |
| Racing      | 2 – 2 | Canillitas |

| Bella Vista | 0 – 2 | Racing     |
| Fénix       | 2 – 0 | Miramar    |
| Central     | 0 – 0 | Canillitas |
| Progreso    | 2 – 0 | Colón      |

| Central    | 3 – 0 | Bella Vista |
| Canillitas | 2 – 0 | Colón       |
| Racing     | 4 – 2 | Central     |
| Fénix      | 1 – 0 | Progreso    |

| Miramar    | 4 – 6 | Progreso    |
| Central    | 4 - 3 | Colón       |
| Canillitas | 1 – 5 | Bella Vista |
| Racing     | 3 – 1 | Fénix       |

| Fénix       | 1 – 2 | Central    |
| Bella Vista | 5 – 3 | Progreso   |
| Racing      | 1 – 2 | Progreso   |
| Miramar     | 2 – 2 | Canillitas |

| Colón      | 3 - 4 | Miramar     |
| Racing     | 3 – 2 | Central     |
| Canillitas | 2 – 3 | Progreso    |
| Fénix      | 2 – 3 | Bella Vista |

| Fénix    | 5 – 0 | Canillitas  |
| Progreso | 0 – 3 | Racing      |
| Miramar  | 5 – 1 | Central     |
| Colón    | 1 – 1 | Bella Vista |

| Bella Vista | 2 – 0 | Miramar    |
| Central     | 4 – 4 | Progreso   |
| Fénix       | 2 – 4 | Colón      |
| Racing      | 3 – 0 | Canillitas |

| Bella Vista | 0 – 3 | Racing     |
| Fénix       | 2 - 2 | Miramar    |
| Central     | 1 – 5 | Canillitas |
| Progreso    | 1 – 2 | Colón      |

| Central    | 2 – 1 | Bella Vista |
| Canillitas | 1 – 1 | Colón       |
| Racing     | 1 – 4 | Miramar     |
| Fénix      | 5 – 3 | Progreso    |

| Miramar    | 2 – 1 | Progreso    |
| Central    | 4 – 3 | Colón       |
| Canillitas | 7 – 1 | Bella Vista |
| Racing     | 2 – 1 | Fénix       |

| Fénix       | 1 – 3 | Central    |
| Bella Vista | 1 – 4 | Progreso   |
| Racing      | 1 – 3 | Colón      |
| Miramar     | 1 – 2 | Canillitas |